# Teoria das deformações finitas
Em mecânica do contínuo, a teoria das deformações finitas — também chamada teoria das grandes deformações — lida com deformações nas quais rotações e deformações são arbitrariamente grandes, invalidando as hipóteses inerentes à teoria das deformações infinitesimais. Neste caso, as configurações indeformada e deformada do contínuo são significativamente diferentes e uma distinção clara tem de ser feita entre ambas. Este é normalmente o caso de elastômeros, materiais com deformação plástica o outros fluidos e tecidos moles biológicos.